# Kruševo Brdo I (Travnik, BiH)
Kruševo Brdo I je naseljeno mjesto u općini Travnik, Federacija Bosne i Hercegovine, BiH.

## Povijest
Do potpisivanja Daytonskog mirovnog sporazuma bilo je dio istoimenog naseljenog mjesta u sastavu općine Kotor Varoš koja je ušla u sastav Republike Srpske.

## Stanovništvo
Na popisu stanovništva 2013. godine bilo je bez stanovnika.